# Denopelopia
Denopelopia is een geslacht van muggen uit de familie van de dansmuggen (Chironomidae). De wetenschappelijke naam van het geslacht is voor het eerst geldig gepubliceerd in 1988 door Roback en Rutter.

## Soorten
De volgende soorten zijn bij het geslacht ingedeeld:
- Denopelopia atria Roback & Rutter, 1988[1]
- Denopelopia diaoluonica Cheng & Wang, 2005[2]
- Denopelopia irioquerea (Sasa et Suzuki, 2000)[3]
- Denopelopia moema Silva, Wiedenbrug & De Oliveira, 2014[4]
- Denopelopia viridula Cheng & Wang, 2005[2]